# WrestleMania 13
WrestleMania 13 est la treizième édition de la série évènementielle de catch (Lutte Professionnelle) à grand spectacle WrestleMania, diffusée selon le principe du paiement à la séance (pay-per-view). Cet évènement, organisé et produit annuellement par la World Wrestling Entertainment, s'est déroulé le 23 mars 1997 au Rosemont Horizon de Chicago dans l'Illinois.
C'est le deuxième logo WrestleMania à utiliser les chiffres arabes en lieu et place des chiffres romains, et le dernier évènement à utiliser un ring orné des cordes classiques bleue, blanche et rouge.
En France, cet évènement fit l'objet d'une diffusion sur Multivision.
Les commentateurs français Jean Brassard et Raymond Rougeau avaient leur propre table de commentateur.

## Résultats
| #                                                          | Résultats | Stipulations                                           | Commentaires | Durée |
| ---------------------------------------------------------- | --- | ------------------------------------------------------ | --- | ----- |
| Free for All match                                         | Billy Gunn bat Flash Funk (avec Tracy and Nadine) | Match simple                                           | - Gunn a effectué le tombé sur Flash Funk après un Tornado DDT. | 07:05 |
| 1                                                          | The Headbangers (Mosh et Thrasher) battent The New Blackjacks (Barry Windham et Justin Bradshaw), The Godwinns (Henry et Phineas) (w/Hillbilly Jim) et Doug Furnas & Phil LaFon | Match à quatre équipes par élimination                 | - Windham a été disqualifié pour avoir attaqué l'arbitre. (4:37) - Furnas a été décompté à l'extérieur. (5:00) - Thrasher a effectué le tombé sur Phineas Godwinn avec un Cannonball Senton. (10:39) - Les Headbangers ont décroché une chance au WWF Tag Team Championship | 10:39 |
| 2                                                          | Rocky Maivia (c) bat The Sultan (avec Bob Backlund et The Iron Sheik) | Match simple pour le WWF Intercontinental Championship | - Maivia a effectué le tombé sur le Sultan avec un Roll-up. | 09:45 |
| 3                                                          | Hunter Hearst Helmsley (avec Chyna) bat Goldust (avec Marlena) | Match simple                                           | - Helmsley a effectué le tombé sur Goldust après un Pedigree. | 14:28 |
| 4                                                          | Owen Hart et British Bulldog (c) ont combattu Mankind et Vader (avec Paul Bearer)                                                                                               | Match par équipe pour le WWF Tag Team Championship     | - Les deux équipes ayant été décomptées à l'extérieur, le match a été déclaré nul. Hart et le Bulldog conservèrent les titres. | 16:08 |
| 5                                                          | Bret Hart bat Steve Austin (avec Ken Shamrock en tant qu'arbitre spécial) | Match à soumission                                     | - Hart a soumis Austin à l'aide du Sharpshooter, le rendant inconscient.. | 22:05 |
| 6                                                          | The Legion of Doom (Hawk et Animal) et Ahmed Johnson battent The Nation of Domination (Crush, Faarooq et Savio Vega) (avec Wolfie D, J.C. Ice et Clarence Mason)                | Chicago Street Fight à 6                               | - Animal a effectué le tombé sur Crush. | 10:45 |
| 7                                                          | The Undertaker bat Sycho Sid (c) | Match sans disqualification pour le WWF Championship   | - L' Undertaker a effectué le tombé sur Sid après un Tombstone Piledriver à la suite d'une intervention de Bret Hart. - Bret Hart interféra à trois reprises dans ce match. - Ce match amena la série d'invincibilité de l'Undertaker à 6-0.                                | 21:19 |
| (c) désigne le champion défendant son titre dans le match. | |                                                        | |       |